# Таллийтринеодим
Таллийтринеодим — бинарное неорганическое соединение, интерметаллид неодима и таллия с формулой Nd3Tl, кристаллы.

## Получение
- Сплавление стехиометрических количеств чистых веществ:

{\displaystyle {\mathsf {3Nd+Tl\ {\xrightarrow {795^{o}C}}\ Nd_{3}Tl}}}

## Физические свойства
Таллийтринеодим образует кристаллы кубической сингонии, пространственная группа P m3m, параметры ячейки a = 0,4922 нм, Z = 1, структура типа тримедьзолота AuCu3.
Соединение образуется по перитектической реакции при температуре 795 °C.